# كاتي كوريك
كاثرين آن «كاتي» كوريك  (بالإنجليزية: Katie Couric)‏ (مواليد 7 يناير 1957 أرلينغتون، فيرجينيا) صحفية تلفزيونية أمريكية وصحفية عبر الإنترنت ومقدمة ومنتجة ومؤلفة. وهي مؤسسة Katie Couric Media ، وهي شركة إخبارية وإنتاج متعدد الوسائط. من عام 2013 إلى عام 2017 ، كانت مذيعة أخبار Yahoo العالمية. كانت كوريك مذيعة تلفزيونية في جميع شبكات التلفزيون الثلاث الكبرى في الولايات المتحدة ، وفي بدايات حياتها المهنية كانت محررة مهام في سي إن إن. عملت في NBC News من 1989 إلى 2006 ، و CBS News من 2006 إلى 2011 ، و ABC News من 2011 إلى 2014.

## روابط خارجية
- كاتي كوريك على موقع IMDb (الإنجليزية)
- كاتي كوريك على موقع الموسوعة البريطانية (الإنجليزية)
- كاتي كوريك على موقع إن إن دي بي (الإنجليزية)
- كاتي كوريك على موقع ديسكوغز (الإنجليزية)
- كاتي كوريك على موقع قاعدة بيانات الفيلم (الإنجليزية)